# Élisabeth Delatour Préval
Élisabeth Préval, connue aussi sous le noms de Élisabeth Delatour ou encore Élisabeth Débrosse, née le 28 janvier 1962, est une femme d'affaires et une économiste haïtienne. Elle fut la Première dame de la République d'Haiti du 6 décembre 2009 au 14 mai 2011, en tant qu'épouse du président René Préval.

## Vie professionnelle et personnelle
Élisabeth Débrosse est la veuve de Leslie Delatour, l'ancien gouverneur de la Banque de la République d'Haïti, la banque centrale du pays. Le couple a eu deux enfants ensemble pendant leur mariage, qui a duré jusqu'à la mort de Leslie Delatour le 26 janvier 2001. 
Élisabeth Delatour a obtenu un MBA de l'Université George Washington en 1988. Au cours de sa carrière, elle a travaillé comme femme d'affaires pour un service public d'électricité haïtien ainsi que comme entrepreneur routier. Elle a travaillé comme conseillère économique auprès du président René Préval avant son mariage avec lui en décembre 2009.  

## Première dame d'Haïti

### Mariage
Élisabeth Débrosse Delatour a épousé René Préval le dimanche 6 décembre 2009, devenant Première dame. Le mariage a eu lieu à 11 heures au domicile de Delatour à Furcy, une banlieue de Port-au-Prince. La cérémonie a réuni une cinquantaine de personnes. C'était le deuxième mariage de Delatour, alors que Préval avait été marié deux fois auparavant, qui se sont tous les deux soldés par un divorce. Le couple a fait une lune de miel de deux jours avant de s'installer officiellement au Palais national le 9 décembre 2009. 

### Séisme de 2010
Élisabeth Préval a été propulsé dans les efforts de relance du pays en janvier 2010 à la suite du tremblement de terre de 2010. La Première Dame et le Président ont tous deux échappé à l'effondrement du Palais national. Le couple était sur le point d'entrer dans le quartier résidentiel privé du palais lorsque le tremblement de terre a frappé. Les deux ont pu s'éloigner du palais avant l'effondrement du bâtiment.  
Au lendemain du tremblement de terre, Élisabeth Préval a déclaré aux journalistes : "Je suis convaincu que le pays y arrivera. En voyant la solidarité entre les gens, il y a de l'espoir". Elle a également défendu le gouvernement haïtien du président Préval contre les critiques selon lesquelles il était inefficace, voire inexistant, dans les jours qui ont suivi le tremblement de terre. 
Le mandat de Préval prend fin un an plus tard, le 14 mai 2011. Michel Martelly lui succède.

## Depuis 2011
Après la fin du mandat, Préval et son épouse se sont retirés à Marmelade, où l'ancien président travaille sur des projets comprenant une coopérative agricole, un centre d'éducation et une usine de jus. La dernière apparition publique du couple a eu lieu lors de l'investiture du président Jovenel Moïse le 7 février 2017.
René Préval meurt le 3 mars 2017, à l’âge de 74 ans. Les résultats de son autopsie concluent à une mort des suites d’une bronchopneumopathie chronique obstructive. Gros fumeur, il avait des poumons en mauvais état. Le corps de Préval repose en l'état au Musée du Panthéon national sur le Champ de Mars, ainsi que des funérailles nationales et une messe catholique se déroulant à l'amphithéâtre Kiosque Occide Jeanty. 
Depuis la mort de son époux, Élisabeth Préval vit entre Haïti et la République dominicaine. En juillet 2018, elle assiste aux funérailles de l'ancien président Henri Namphy, inhumé en République dominicaine.

## Annexe